# Bratuš
Bratuš is een plaats in de gemeente Baška Voda in de Kroatische provincie Split-Dalmatië. De plaats telt 287 inwoners (2001).